# STORY (Lc5の曲)
「STORY」（ストーリー）は、Lc5の2枚目のシングル。2010年12月1日にソニー・ミュージックレコーズから発売された。

## 概要
- 女性目線の失恋をうたったデビューシングル「Loveless」の対を成すかたちで、男性目線での断ち切れない想いを表現した失恋ソングとして出された。
- 初回生産限定盤（A、B）、Lc盤の3タイプで販売された。

## 収録曲
1. STORY
作詞：miku、作曲：Aki
2. Deeper Than Fate
作詞：miku、作曲：夢時
3. DIRTY STAR （Lc盤のみ収録）
作詞：夢時、作曲：夢時

### DVD
- 初回生産限定盤A Documentary #2
- 初回生産限定盤B 「Loveless」 Video Clip メイキング